# 1935 în literatură
Anul 1935 în literatură a implicat o serie de evenimente și cărți noi semnificative. 

## Premii
- Premiul Nobel pentru Literatură: